# Weltverband der Gesellschaften für die Vereinten Nationen
Der Weltverband der Gesellschaften für die Vereinten Nationen (WFUNA), engl. World Federation of United Nations Associations ist ein internationales Netzwerk von über hunderttausend Menschen, welche durch Gesellschaften der Vereinten Nationen in mehr als 100 Ländern verbunden sind.
Das Netzwerk ermöglicht es Menschen in allen Teilen der Welt, sich miteinander über wichtige und dringende globale Probleme auszutauschen. Dabei gehören Frieden und Menschenrechte, Ausbreitung der Demokratie, gleichberechtigte Entwicklung und Durchsetzung des Völkerrechts zu den Themen. Insbesondere will die Organisation den Einfluss der Vereinten Nationen stärken und hat als Ziel eine demokratischere UNO durch eine Internationale Parlamentarische Versammlung.
Die WFUNA ist eine unabhängige nichtstaatliche Organisation mit beratendem Status beim Wirtschafts- und Sozialrat der Vereinten Nationen (ECOSOC). Der Verband ist beratend tätig und unterhält enge Arbeitsbeziehungen zu zahlreichen anderen UN-Organisationen.